# Ecce ancilla Domini

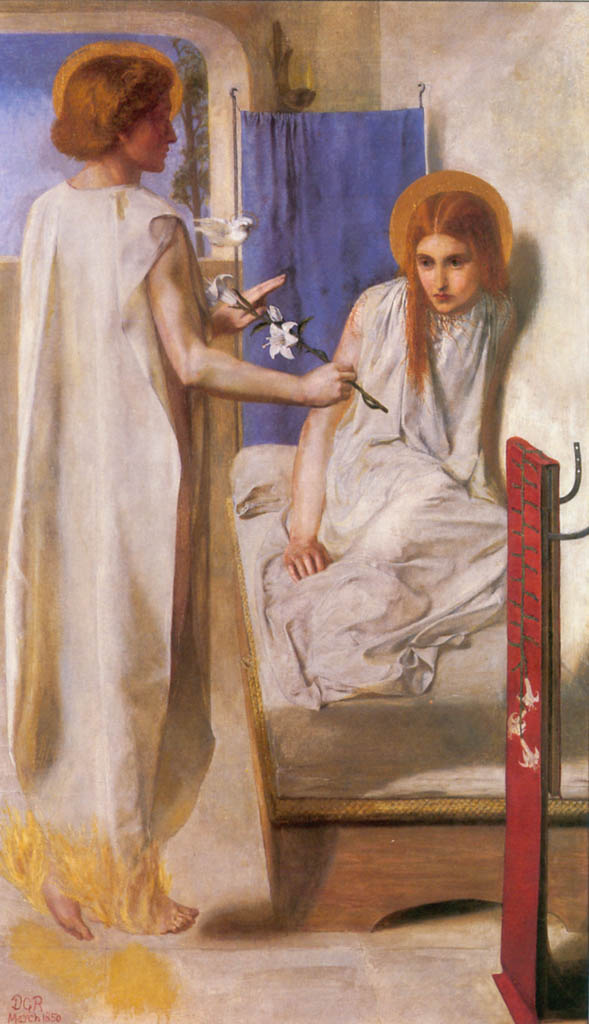
Ecce Ancilla Domini, dipinto di Dante Gabriel Rossetti

La locuzione latina Ecce ancilla Domini, tradotta letteralmente, significa ecco la serva del Signore e deriva dal versetto biblico Luca 1, 38.
Con queste parole la Madonna rispose all'arcangelo Gabriele nel momento dell'Annunciazione.

Nell'uso comune si cita per dichiararsi sottomessi a qualsiasi ordine dei superiori.